# Persone di nome Daniel/Giocatori di football americano
| Questa pagina contiene informazioni ricavate automaticamente dalle voci biografiche con l'ausilio del template Bio e di un bot. L'aggiornamento è periodico e automatico e ricostruisce completamente la pagina. Se manca una persona in questa lista, sei pregato di non aggiungerla, ma accertati piuttosto che la sua voce biografica contenga il template Bio e che i dati anagrafici siano correttamente compilati. Se il template Bio manca, inseriscilo tu stesso o, in alternativa, metti l'avviso {{tmp\|Bio}} che ne segnala la mancanza. Se i dati riportati sono sbagliati, correggi direttamente la voce biografica; le modifiche saranno visibili in questa lista entro pochi giorni. Per chiarimenti vedi il progetto antroponimi. La lista contiene solo le 52 persone che sono citate nell'enciclopedia e per le quali è stato implementato correttamente il template Bio. Pagina aggiornata al 6 ago 2025. |

Questa è una lista di persone presenti nell'enciclopedia che hanno il nome Daniel e sono giocatori di football americano.

## A(2)
- Danny Aiken, giocatore di football americano statunitense (Oxford, n. 1988)
- Danny Amendola, ex giocatore di football americano e allenatore di football americano statunitense (The Woodlands, n. 1985)

## B(5)
- Daniel Balažovič, giocatore di football americano ceco
- Daniel Bellinger, giocatore di football americano statunitense (Las Vegas, n. 2000)
- Daniel Berg, giocatore di football americano e allenatore di football americano tedesco
- Daniel Braverman, ex giocatore di football americano statunitense (Miramar, n. 1993)
- Daniel Brunskill, giocatore di football americano statunitense (San Diego, n. 1994)

## C(8)
- Daniel Calvin, ex giocatore di football americano statunitense (Bakersfield)
- Dan Campbell, ex giocatore di football americano e allenatore di football americano statunitense (Clifton, n. 1976)
- Daniel Carlson, giocatore di football americano statunitense (Colorado Springs, n. 1995)
- Dan Carpenter, giocatore di football americano statunitense (Omaha, n. 1985)
- Daniel Catalano, ex giocatore di football americano e allenatore di football americano statunitense (Belle Mead, n. 1987)
- Danny Coale, giocatore di football americano statunitense (Lexington, n. 1988)
- Dan Connolly, giocatore di football americano statunitense (St. Louis, n. 1982)
- Dan Currie, giocatore di football americano statunitense (Detroit, n. 1935 - Las Vegas, † 2017)

## D(4)
- Danny Kanell, ex giocatore di football americano statunitense (Fort Lauderdale, n. 1973)
- Daniel Hardy, giocatore di football americano statunitense (Portland, n. 1998)
- Dan Dierdorf, ex giocatore di football americano statunitense (Canton, n. 1949)
- Dan Doornink, ex giocatore di football americano statunitense (Yakima, n. 1956)

## F(4)
- Daniel Faalele, giocatore di football americano australiano (Melbourne, n. 1999)
- Dan Feeney, giocatore di football americano statunitense (Orland Park, n. 1994)
- Dan Fouts, ex giocatore di football americano statunitense (San Francisco, n. 1951)
- Bubba Franks, ex giocatore di football americano statunitense (Riverside, n. 1978)

## G(1)
- Daniel Graham, ex giocatore di football americano statunitense (Torrance, n. 1978)

## H(2)
- Dan Hampton, ex giocatore di football americano statunitense (Oklahoma City, n. 1957)
- Dan Herron, ex giocatore di football americano statunitense (Warren, n. 1989)

## J(1)
- Daniel Jones, giocatore di football americano statunitense (Charlotte, n. 1997)

## K(1)
- Daniel Kilgore, giocatore di football americano statunitense (Kingsport, n. 1987)

## L(3)
- Daniel Laporte, ex giocatore di football americano statunitense (Newark, n. 1991)
- Daniel Loper, giocatore di football americano statunitense (Houston, n. 1982)
- Daniel Luoma, giocatore di football americano finlandese (n. 1998)

## M(7)
- Dan Marino, ex giocatore di football americano statunitense (Pittsburgh, n. 1961)
- Colt McCoy, ex giocatore di football americano statunitense (Hobbs, n. 1986)
- Daniel McCray, ex giocatore di football americano tedesco (Spira)
- Daniel McCullers, giocatore di football americano statunitense (Raleigh, n. 1992)
- Dan McGwire, ex giocatore di football americano statunitense (Pomona, n. 1967)
- Dan Morgan, ex giocatore di football americano e dirigente sportivo statunitense (Clifton Heights, n. 1978)
- Daniel Muir, ex giocatore di football americano statunitense (Washington, n. 1983)

## N(1)
- Danny Noonan, ex giocatore di football americano statunitense (Lincoln, n. 1965)

## O(1)
- Dan Orlovsky, ex giocatore di football americano statunitense (Bridgeport, n. 1983)

## R(1)
- Daniel Rauter, giocatore di football americano austriaco (n. 1994)

## S(4)
- Daniel Schuhmacher, giocatore di football americano tedesco (n. 1986)
- Daniel Smith, giocatore di football americano statunitense (Leesburg, n. 1998)
- Daniel Sorensen, giocatore di football americano statunitense (Riverside, n. 1990)
- Dan Sullivan, giocatore di football americano statunitense (Boston, n. 1939 - Haverhill, † 2025)

## T(3)
- Daniel Te'o-Nesheim, giocatore di football americano statunitense (Pago Pago, n. 1987 - Hilo, † 2017)
- Daniel Thomas, ex giocatore di football americano statunitense (Hilliard, n. 1987)
- Daniel Thomas, giocatore di football americano statunitense (n. 1998)

## W(4)
- Daniel Whelan, giocatore di football americano irlandese (Enniskerry, n. 1999)
- Dan Wilkinson, ex giocatore di football americano statunitense (Dayton, n. 1973)
- Dan Williams, ex giocatore di football americano statunitense (Ypsilanti, n. 1969)
- Danny Wuerffel, ex giocatore di football americano statunitense (Fort Walton Beach, n. 1974)